# ガラパゴスマネシツグミ
ガラパゴスマネシツグミ (Mimus parvulus) は、スズメ目、マネシツグミ科の鳥類の1種。エクアドルのガラパゴス諸島における固有種である。 

## 形態
全長約25cm。雌雄同色。縞のある褐色と灰色の羽毛に、長い尾は暗色。下面はほぼ白色で、胸の両側に少し縦斑がある。小型で、黒く湾曲したくちばしを持つ。灰白色の眉斑があり、目先から目の下は黒色。
諸島以外のマネシツグミ類より暗色であるのは、主に生息する島々のサンゴ砂 (Coral sand) に調和することによる。

## 分布
ガラパゴス諸島ですぐに見つけられ、ガラパゴスマネシツグミは他のどのマネシツグミ類より多く群島に見られる種である。サンタ・クルス島、イサベラ島、フェルナンディナ島、サンタ・フェ島、ピンタ島、マルチェナ島、サンチャゴ島、ウォルフ島、ダーウィン島、ヘノベサ島の島々に生息する。
生息地は、亜熱帯や熱帯の乾燥林および乾燥低木地である。

## 亜種
- M. p. parvulus - 基亜種。東端を除く主なガラパゴス諸島の島々[3]。
- M. p. barringtoni - サンタ・フェ島[3]。
- M. p. personatus - ピンタ島、マルチェナ島、サンチャゴ島、ラビダ島[3]。
- M. p. wenmani - ウォルフ島[3]。
- M. p. hulli - ダーウィン島[3]。
- M. p. bauri - ヘノベサ島[3]。

## 生態
他のマネシツグミと同様に雑食であるが、南アメリカの近縁種より捕食性を示す。小型のヨウガントカゲ (lava lizard) 、昆虫、ムカデ、腐肉、海鳥の卵、若いフィンチを捕食する。さらに島への訪問者が無視するようなどんな食物も平らげる。
鳴き声は時に変化する非常にはっきりとした声であるが、他のマネシツグミと異なり、ガラパゴスマネシツグミは物真似をしない。
ガラパゴスマネシツグミは怖がらずに、極めて人に接近する鳥として知られる。また、飛べるが、ミチバシリ (road-runners) のように、飛ぶより、走り回っているのをよく見ることが知られている。
特異な点は、孵化して雛が生まれると、若鳥が育雛を手伝うことである。また別の独特な生態としては、群れでいる間、最も年長の雄が若鳥の世話をし餌を与える責任を持つことである。実際の親であるかは重要でなく、その雄は一般に、群れを支配する雄（アルファ雄、alpha male）と呼ばれる。
木やサボテンに営巣する。各群れではおよそ2-3羽の雌が一度に繁殖するが、群れの大きさは2-24羽で、その中に繁殖する雌は1羽から数羽におよぶ。群れのうち繁殖しない雄は「ヘルパー」となり繁殖する雌を助けるが、繁殖しない雌はほとんど助けない。この手助けには親族の影響が見られる。

### 環境への適応
ガラパゴスマネシツグミの生息する環境により、その社会的構成は他のものとまったく異なる。他より数が勝る性差に応じて交尾体系は変わる。 雌より多く雄がいるときは一夫一婦であり、雄より多く雌がいるときには一夫多妻となる。共有の営巣が一夫多妻のときに高い頻度で起こる。
繁殖期はその時節による。 エルニーニョの期間に多く繁殖し、旱魃（かんばつ）の時期にはまったく繁殖しない。繁殖の多くはエルニーニョの間に起こるが、それもすべて水によることから、マネシツグミに多くの死を引き起こす。 この気候の変化が、個体数が非常に変動する主な要因である。

## 歴史
ガラパゴスマネシツグミは、エクアドルのクロヒゲマネシツグミ (Mimus longicaudatus) に由来する。
ガラパゴス諸島には他に3種のマネシツグミが生息するが、ガラパゴスマネシツグミは、1835年のダーウィンの諸島への訪問で発見された最初のマネシツグミである。マネシツグミがダーウィンの進化論において他のどんな動物よりも大きな影響をもつことになったのは、そこにたどり着き、島から島を調査した時にダーウィンが明らかな差異に気づいた最初の種であったからである。これはより多くの種に展開される基礎となった。